# Honda India

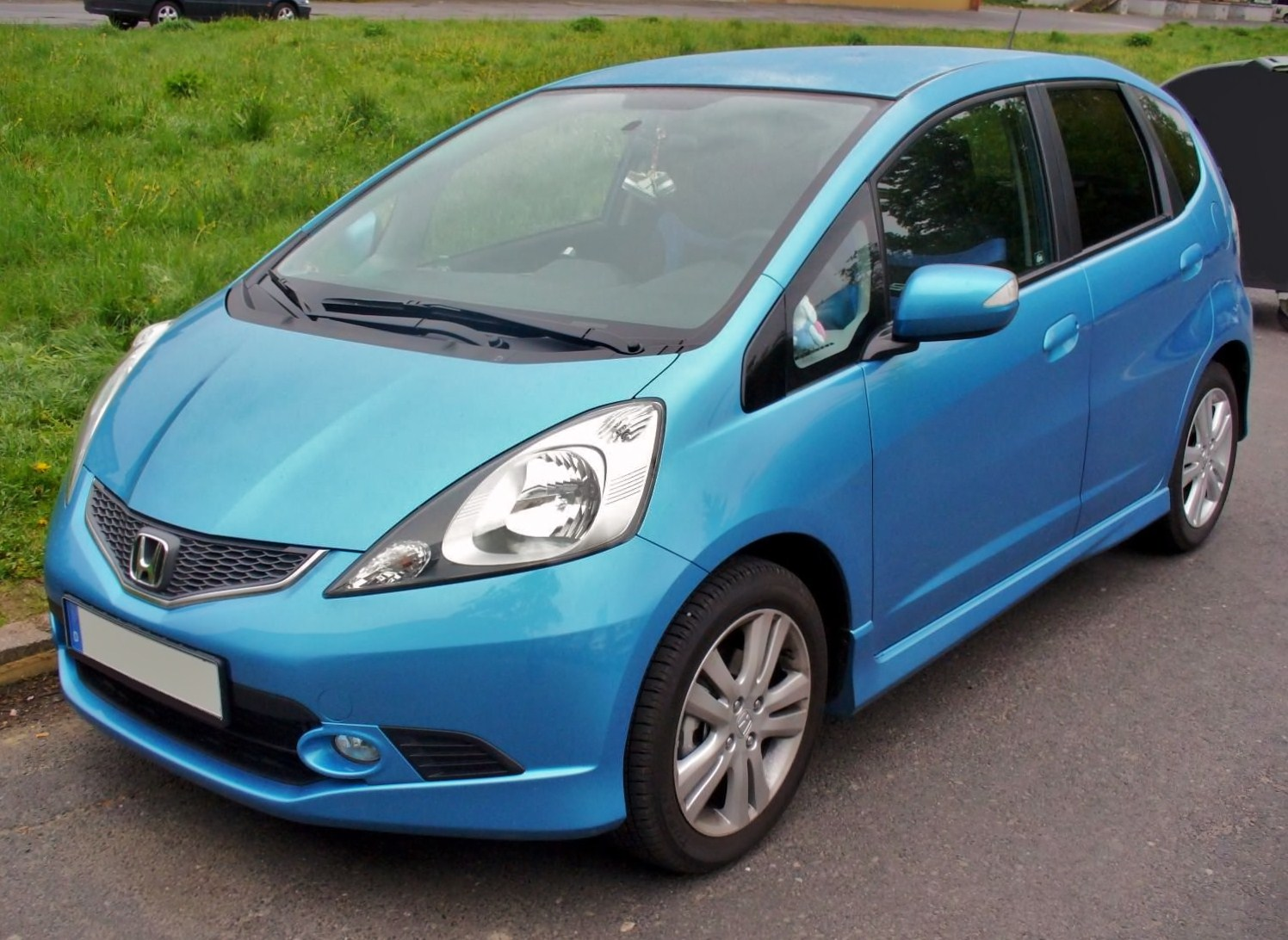
Honda Jazz 2º generación

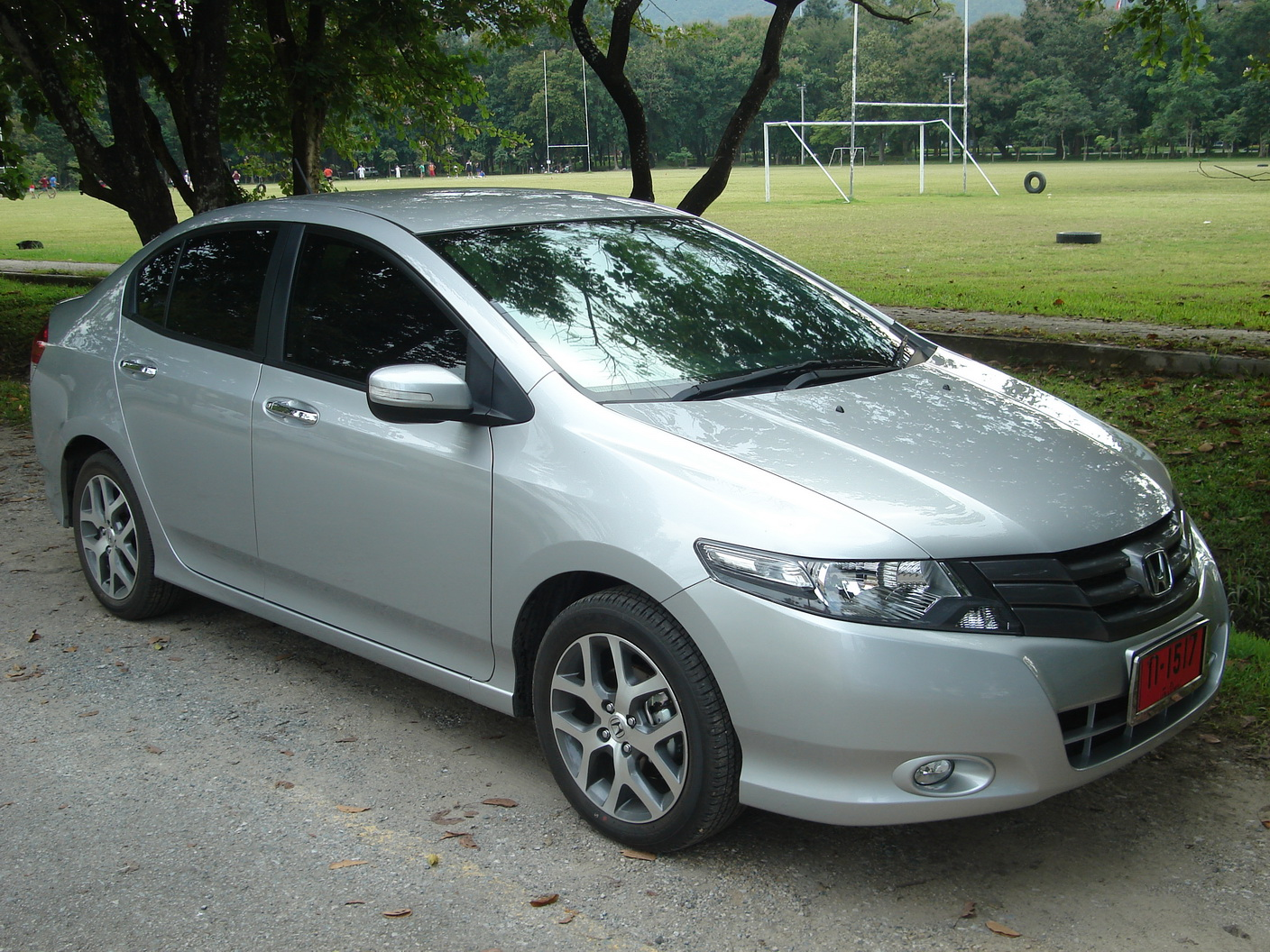
Honda City 5º generación

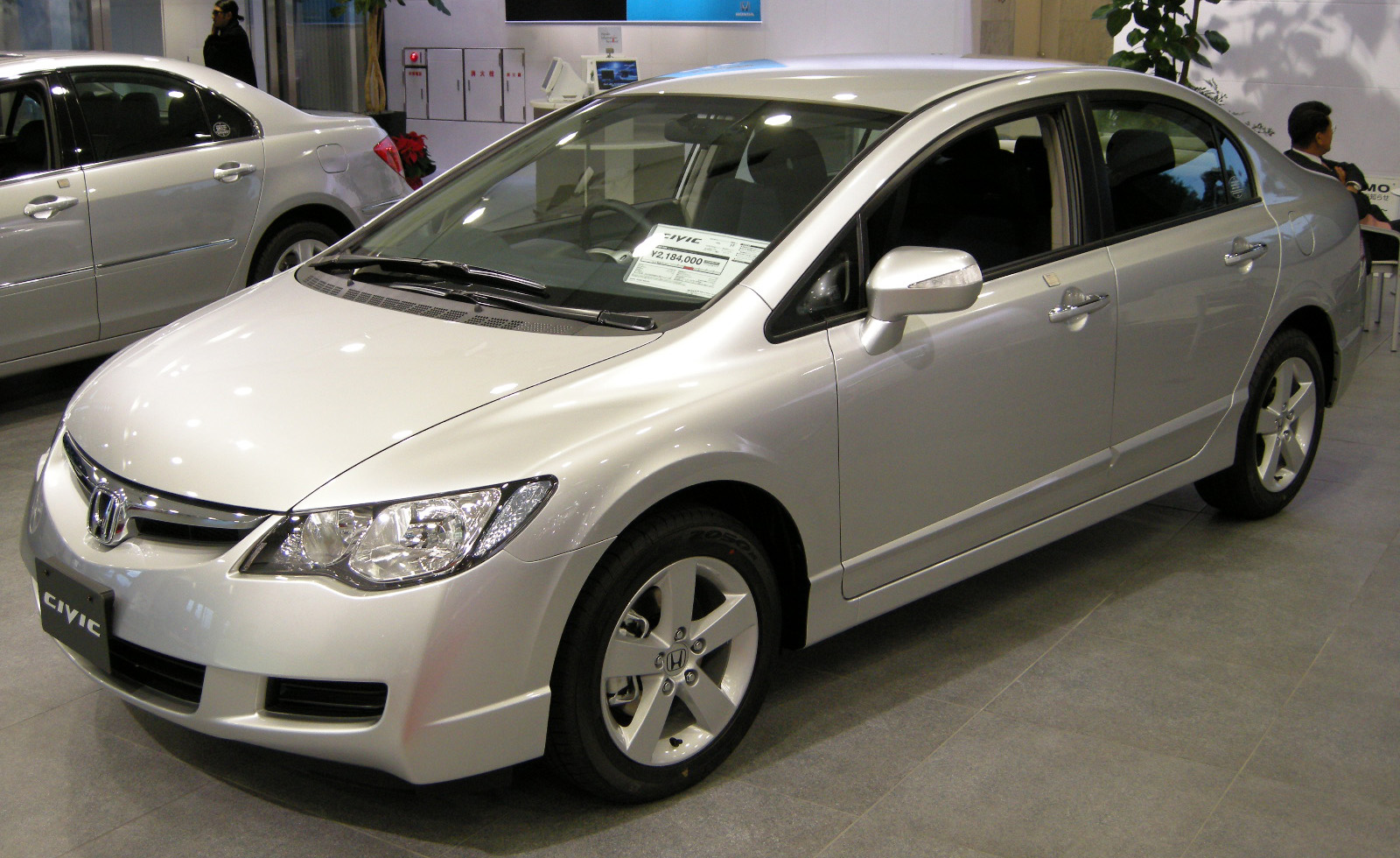
Honda Civic 8º generación

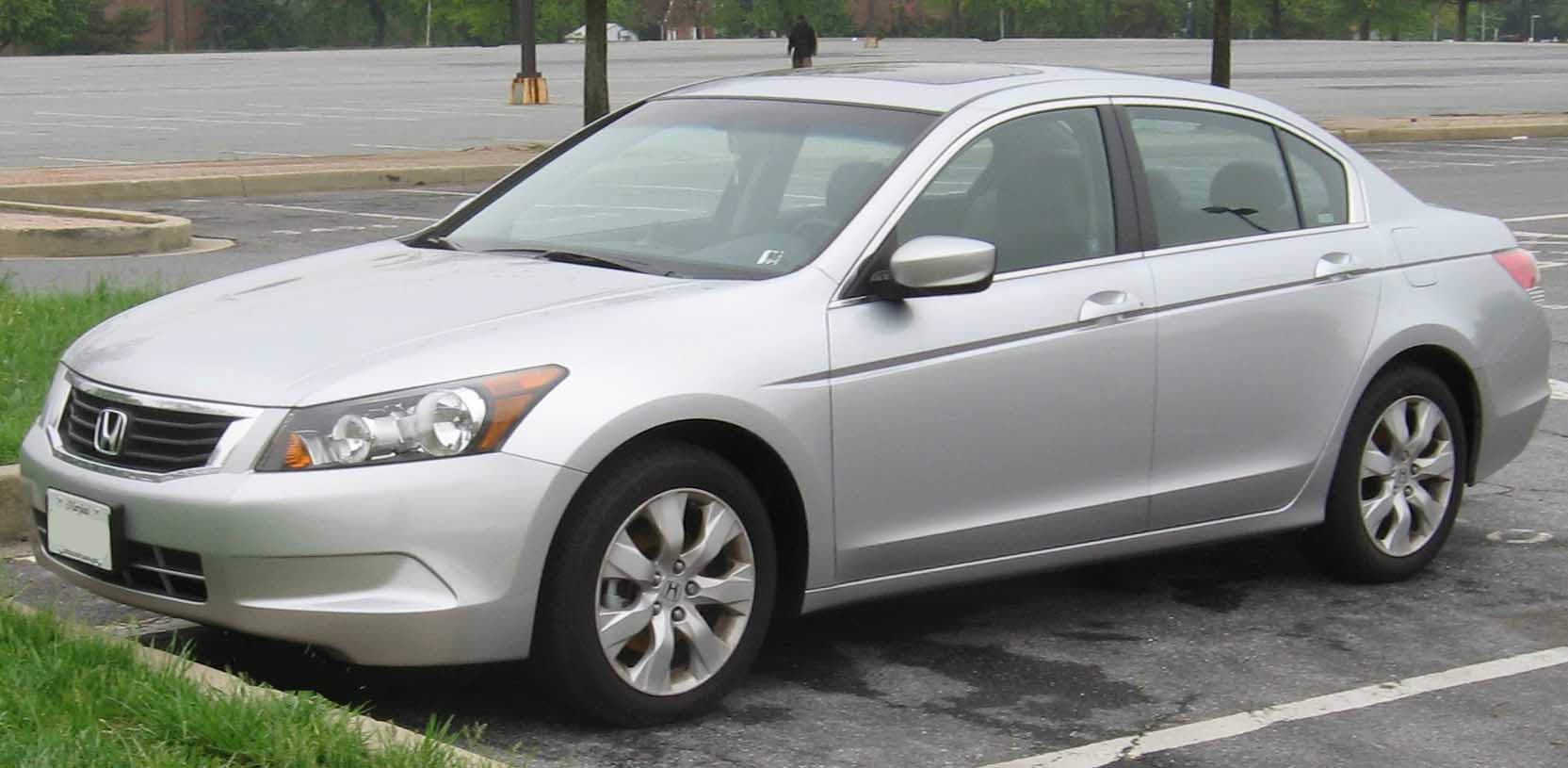
Honda Accord 8º generación

Honda Cars India Ltd. (HCIL) es una filial de Honda Japón para la producción, comercialización y exportación de vehículos de pasajeros en la India. Anteriormente conocido como Honda Siel Cars India Ltd, comenzó sus operaciones en diciembre de 1995 como una empresa conjunta entre Honda Motor Company y Usha Internacional de Siddharth Shriram Group. En agosto de 2012, Honda compró toda la participación de Usha Internacional (El 3,16 por ciento para por 1.8 billones de rupias Indias) en la empresa conjunta. La empresa cambió oficialmente su nombre por el de Honda Cars India Ltd. (HCIL) y se convirtió en una filial al 100 % de Honda.
Las instalaciones de producción operan en Greater Noida en Uttar Pradesh y en Bhiwadi en Rajastán. La inversión total de la empresa en sus instalaciones de producción en la India a partir de 2010 era de más de 16,200 millones de rupias indias.

## Instalaciones
La primera área de fabricación de HCIL en Greater Noida inició sus operaciones en 1997. Con una inversión inicial de más de 4500 millones de rupias indias, la planta se distribuye en 0.61 km cuadrados. La capacidad inicial de la planta era de 30.000 coches al año, que se aumentó posteriormente a 50.000 vehículos añadiendo un segundo turno. La capacidad adicional se mejoró a 100.000 unidades anuales a partir de 2008. Esta expansión dio lugar a un aumento en el área de la planta de 107.000 m² a más de 130.000 m².
La compañía invirtió 7,8 billones de rupias indias en Bhiwadi para su segunda planta de producción con una capacidad de producción anual de 50.000 unidades. Opera bajo la norma ISO 9001 de gestión de calidad e ISO 14001 de gestión de medio ambiente.

## Modelos
HCIL produce los siguientes vehículos en la India para ventas locales y exportación:
- Honda City (Lanzado en 1998)
- Honda Accord (Lanzado en 2001)
- Honda Civic (Lanzado en 2006, producido hasta 2012)
- Honda Jazz (Lanzado en 2009, producido hasta inicios de 2013 para dejar paso a un nuevo modelo)
- Honda Brio (Lanzado en 2011)
- Honda CR-V (Importado desde 2003; Desde 2013 fabricado en India)
- Honda amaze <family sedan> (Lanzado en abril de 2013)

## Ventas
HCIL cuenta con 152 concesionarios en ciudades 98 de los 20 estados de la India y 3 territorios de la unión de la India.
Se vendieron 55 884 vehículos durante el período de abril de 2009 a febrero de 2010 frente a 45 052 unidades durante el mismo período al año anterior, registrando un incremento de más del 24 %. El Honda Jazz es conocido como Honda Fit en otros países.

## Premios

### 2006
- Mejor Compañía de la India por Business Standard Group
- Fabricante del Año por NDTV Profit-Car India
- Fabricante del Año por CNBC-TV 18 Autocar India
- Vehículo N.º 1 de tamaño medio (Honda City) por TNS
- Coches de lujo N.º 1 (Honda Accord) por TNS
- SUV Premium N.º 1 (Honda CR-V) por TNS
- Mejor vehículo de tamaño medio en calidad inicial (Honda City) y coche más atractivo de tamaño mediano (Honda City) por JD Power

### 2005
- CNBC Autocar Coche del Año 2004 - Honda City
- ICICI Overdrive SUV del Año 2004 - Honda CR-V
- ICICI Overdrive Coche del Año 2004 - Honda City
- Business Standard Motoring Coche del Año 2004 - Honda City